# Jason Grimes
Jason Grimes (10 september 1959) is een voormalige Amerikaanse verspringer. Hij is het bekendst van het winnen van een zilveren medaille op de wereldkampioenschappen atletiek 1983 in Helsinki.

## Levensloop
Grimes rondde in 1981 zijn studie af aan de Universiteit van Tennessee. Hij was drievoudig SEC kampioen en behoorde zevenmaal tot de selectie van All-America, bestaande uit sterke Amerikaanse amateuratleten. Hij heeft het schoolrecord verspringen in handen (in- en outdoor) en stond in 1983-1984 als tweede op de wereldranglijst van verspringers. Op het WK in Helsinki eindigde hij in de finale op een tweede plek met een beste poging van 8,29 meter. Zijn landgenoot Carl Lewis ging dankzij een sprong van 8,55 m met het goud naar huis.
Grimes was in 1984 ook tot ook reserve-atleet van de Amerikaanse olympische ploeg die deel nam aan de Olympische Spelen van Los Angeles. Ook vertegenwoordigde hij Amerika op verschillende andere internationale wedstrijden.
Momenteel is hij werkzaam als atletiektrainer en woont hij met zijn vrouw Phyllis en zijn kinderen Jason II, Michael, Janea, Jay en Kennedy in Bowie.

## Persoonlijke records
| Onderdeel   | Prestatie | Datum        | Plaats       |
| ----------- | --------- | ------------ | ------------ |
| 1.500 m     | 3.42,73   | 2 juli 1995  | Gateshead    |
| verspringen | 8,43 m    | 16 juni 1985 | Indianapolis |

## Palmares

### Verspringen
- 1983:  WK - 8,29 m